# Piano Albertini

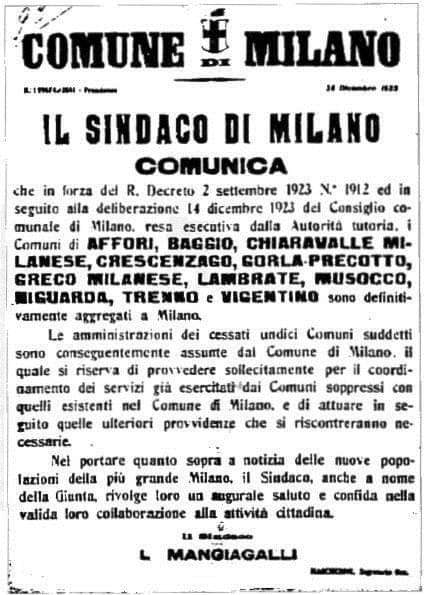
Il manifesto del 1923 che comunicava l'aggregazione a Milano di 11 comuni limitrofi alla città, e che portò poi alla redazione del piano Albertini.

Il piano Albertini fu un piano regolatore e di ampliamento della città di Milano. Fu redatto dall'ingegnere comunale Cesare Albertini (padre del futuro sindaco di Milano Gabriele) nel 1937 e fu adottato dal Comune, non senza modifiche, negli anni del secondo conflitto mondiale. A differenza del piano piano Pavia-Masera che lo aveva preceduto di due decenni, le opere del piano Albertini rimasero sulla carta nella maggior parte dei casi.

## Storia
La necessità di redigere un nuovo piano regolare nacque dall'aumento della popolazione di Milano, che fu cagionato dall'annessione di 11 comuni limitrofi alla città meneghina, che avvenne nel 1911. L'obiettivo era di dare uno strumento urbanistico allo sviluppo della città sui territori degli ex comuni autonomi, ovvero Affori, Baggio, Chiaravalle Milanese, Crescenzago, Gorla-Precotto, Greco Milanese, Lambrate, Musocco, Niguarda, Trenno, e Vigentino. 
Il piano prevedeva la realizzazione di un reticolo di strade estensione di quello già esistente, che collegasse il centro di Milano alle nuove periferie costituite dagli 11 ex comuni, dove era prevista la costruzione di nuovi quartieri residenziali. Il documento prevedeva anche sventramenti in due vie cittadine, corso Matteotti o la piazza Diaz, nonché la costruzione di una città universitaria, di un tribunale, di uno stadio e di un aeroporto.